# Diptychophlia hubrechti
Diptychophlia hubrechti is een slakkensoort uit de familie van de Borsoniidae. De wetenschappelijke naam van de soort is voor het eerst geldig gepubliceerd in 2005 door Cunha.